# Furio Camillo (area urbana di Roma)

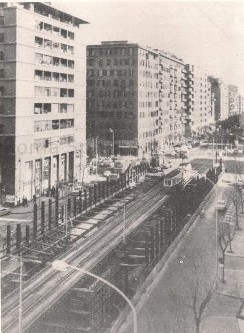
Scavi per la metropolitana all'altezza di via Furio Camillo

Furio Camillo è un'area urbana del Municipio Roma VII di Roma Capitale. Fa parte del quartiere Q. VIII Tuscolano, ed è il cuore della zona urbanistica del Tuscolano Sud.

## Geografica fisica
L'area è compresa tra il vallo ferroviario e l'area della Banca d'Italia in prossimità di piazza Santa Maria Ausiliatrice, in un poligono concavo, che include la via Tuscolana, tra la via Appia Nuova (lato sinistro) e la ferrovia Tirrenica. Inizia tradizionalmente dopo il ponte della Stazione Tuscolana e finisce nel triangolo compreso tra la già citata Santa Maria Ausiliatrice e Via delle Cave. Questa è una delle zone più popolate di Roma, caratterizzata da un tessuto urbano densamente edificato.

## Storia

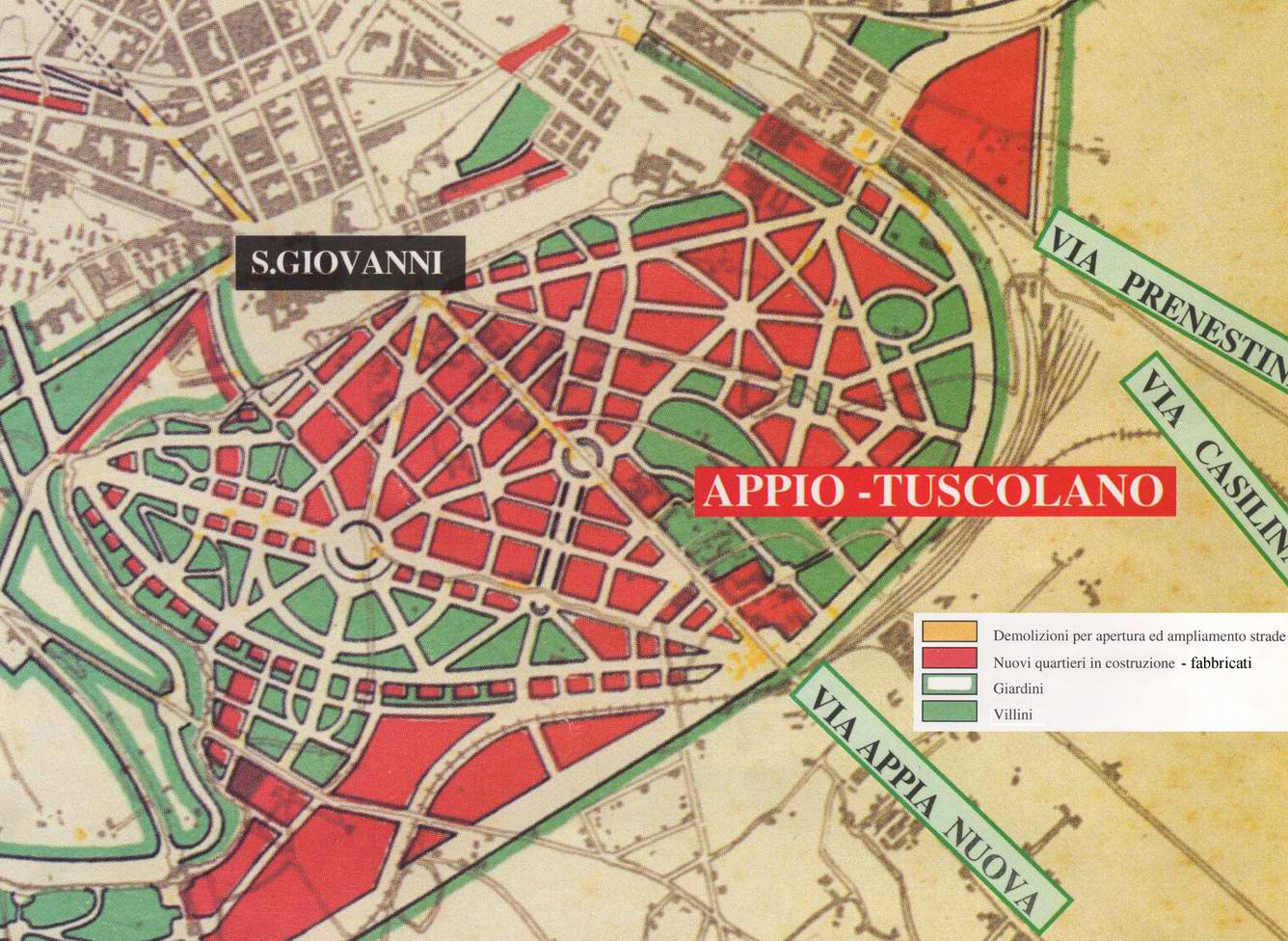
Piano regolatore del 1909

I tratti iniziali della Tuscolana e dell'Appia Nuova vennero inseriti nel piano del 1909 tra le aree edificabili, la variante del 1925 e il piano del 1931 ne incrementarono la densità abitativa e dopo la bonifica dell'Agro Romano nel 1935 iniziò l'urbanizzazione delle aree non comprese nel piano. La zona, precedentemente conosciuta ancora in un tutt'uno come Quartiere Alberone, prese il nome dall'omonima stazione costruita nel 1980 e situata nel viale di Furio Camillo. Nel XIX e XX secolo quest'area ha dunque associato la propria immagine alla costruzione di importanti insediamenti di edilizia popolare, particolarmente significativi per la storia dell'architettura moderna.

## Luoghi di interesse
L'asse di Furio Camillo, via Nocera Umbra rappresenta una delle principali connessioni trasversali del quartiere. Aree industriali dismesse sono presenti lungo la ferrovia e in via della Marrana, dove l'esistenza di un piccolo corso d'acqua, oggi coperto, fece sorgere insediamenti artigianali e manifatturieri tra cui alcuni mulini e la fabbrica Eridania.

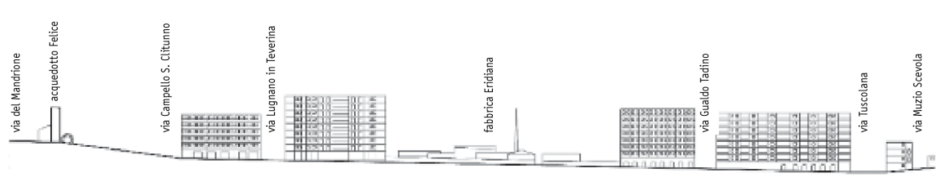
Prospettiva sintetizzata della zona(1)

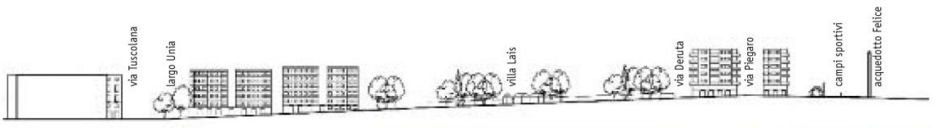
Prospettiva sintetizzata della zona(2)

### Architetture scolastiche
- Liceo Classico Sperimentale "Bertrand Russell"
- Liceo Ginnasio Statale Augusto, su via Gela. Edificio del XX secolo (1956). 41.877814°N 12.519829°E
- Istituto Professionale Statale per l'Industria e l'Artigianato "Duca D'Aosta"
- Istituto Tecnico Turistico Charles Darwin, su via Tuscolana. 41.874341°N 12.529067°E
- Istituto paritario Salesiano Pio XI, su via Umbertide. Edificio del XX secolo (1927-29). 41.874473°N 12.531309°E.
- Scuola Giovanni Cagliero (scuola primaria), su largo Volumnia. 41.872095°N 12.532939°E
- Scuola Albio Tibullo (scuola secondaria di primo grado), su via Amulio. 41.872075°N 12.531513°E
- Scuola Gianni Rodari (scuola dell'infanzia), su via Norcia. 41.877081°N 12.530078°E
- Scuola Media Statale Francesco Petrarca (scuola secondaria di primo grado), su via Camilla. 41.876056°N 12.526155°E

### Architetture civili
- Casino di Villa Lais alla Marrana, nel parco della villa. Casale del XIX secolo. 41.876003°N 12.531748°E

### Architetture religiose
- Basilica di Santa Maria Ausiliatrice, su piazza di Santa Maria Ausiliatrice. Chiesa del XX secolo (1931-38).
- Chiesa del Santissimo Corpo e Sangue di Cristo, su via Narni. Chiesa del XX secolo (1991).
- Chiesa Cristiana Evangelica Cinese, su via Assisi (Unione cristiana evangelica battista d'Italia).

### Acquedotti
- Acqua Marcia, arcate lungo via del Mandrione. 41.871271°N 12.538986°E
- Acquedotto Felice

### Aree naturali
- Villa Lais alla Marrana, da piazza Giovanni Cagliero. 41.875987°N 12.531126°E

## Collegamenti
La stazione di Furio Camillo è una stazione sotterranea a due binari, che in tale tratto corrono in due distinte gallerie, serviti da due banchine centrali. Il piano binari, scavato a foro cieco, è collegato al mezzanino superficiale, scavato a cielo aperto, attraverso rampe di scale e scale mobili.